# Stridslednings- och luftbevakningsskolan

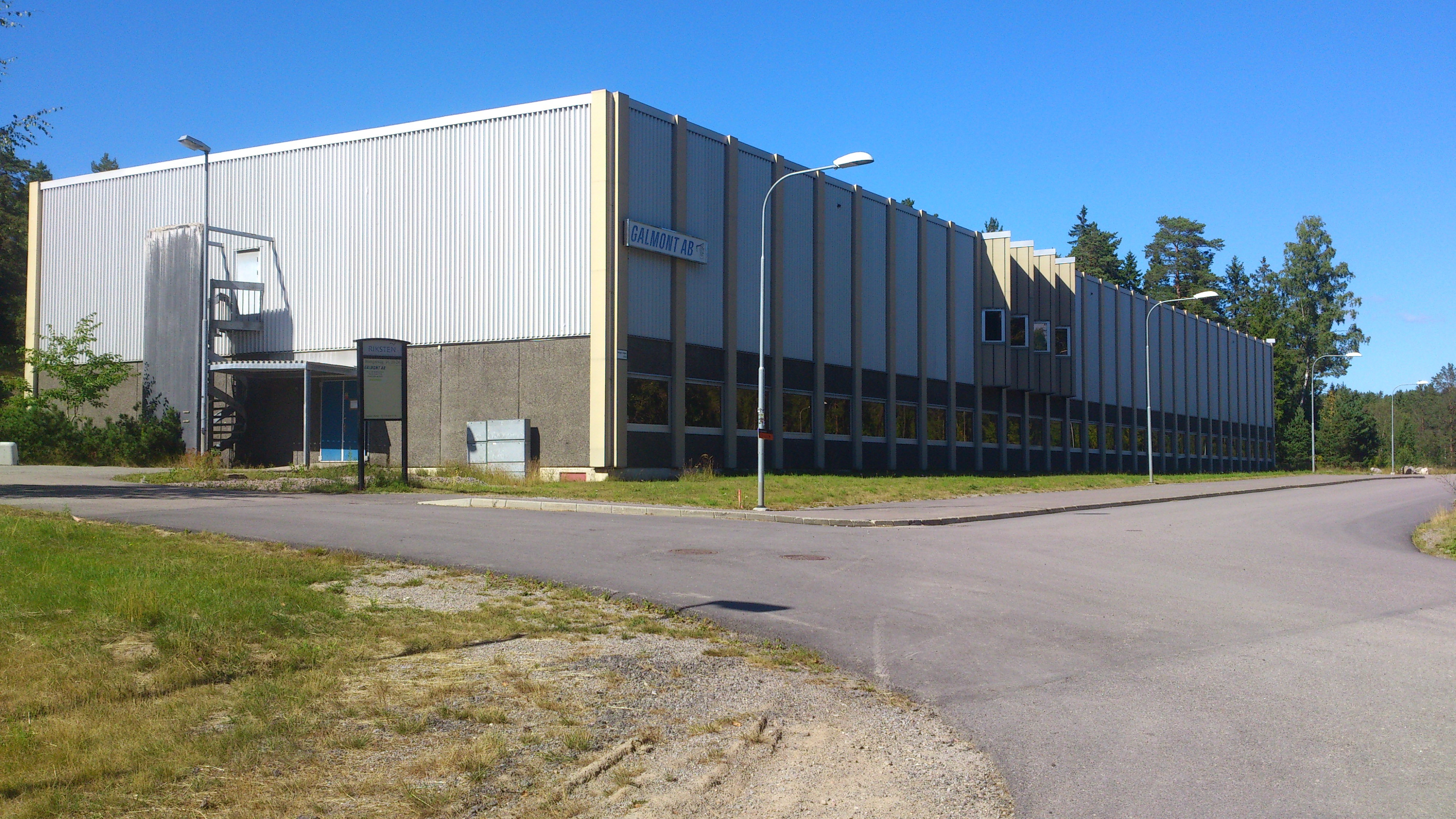
Flygvapnets stridslednings- och luftbevakningsskola (STRILS) anläggning vid Tullinge flygplats.

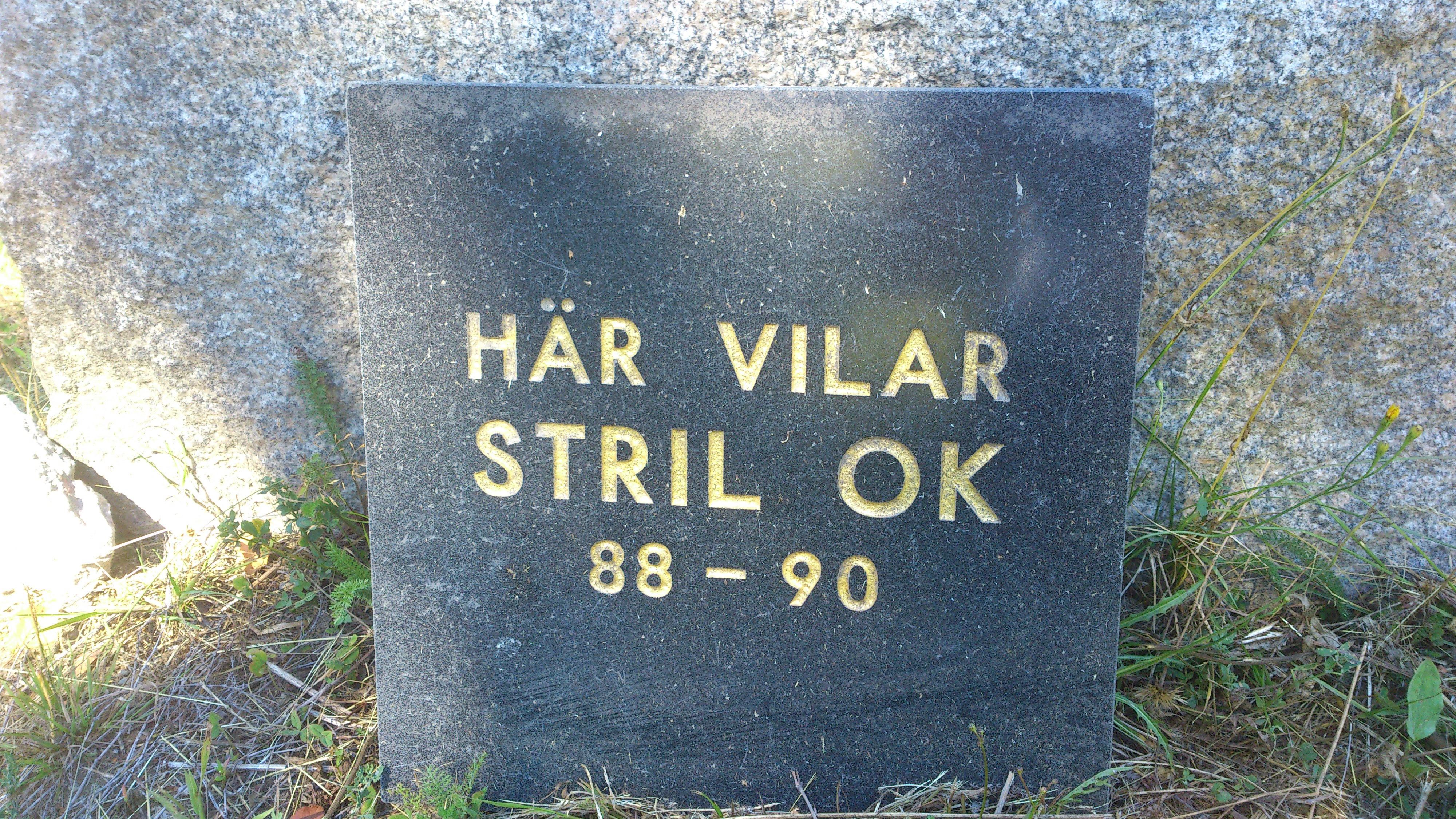
Minnessten för STRIL-verksamheten vid Flygvapnets Södertörnsskolor i Tullinge.

Stridslednings- och luftbevakningsskolan (StrilS) är en fack- och funktionsskola för markförbanden inom svenska flygvapnet som verkat i olika former sedan 1959. Förbandsledningen är förlagd i Uppsala garnison i Uppsala.

## Historik
Stridslednings- och luftbevakningsskolan bildades 1959 under namnet Stridsledningsskolan (STRIS) och var då en del av Roslagens flygkår (F 2). År 1966 uppgick Flygvapnets radarskola (FRAS) i Stridsledningsskolan, vilken då antog namnet Stridsledning- och luftbevakningsskolan (STRILS). Den tekniska utbildningen överfördes med detta till Flygvapnets teletekniska skola (FTTS) och officersutbildning till Flygvapnets kadett- och aspirantskola för marklinjen (KAS/M). År 1974 överfördes och omlokaliserades skolan till Flygvapnets Södertörnsskolor i Tullinge. Genom den avveckling som gjordes av Flygvapnets Södertörnsskolor överfördes Stridslednings- och luftbevakningsskolan organisatoriskt 1986 till Flygvapnets Uppsalaskolor. År 1991 beslutade flygvapenledningen att såväl utbildning av personal som taktisk utprovning inom stridslednings och luftbevakningsområdet skulle samlokaliseras och att verksamheten skulle förläggas till Uppsala. Den 30 juni 1994 lämnade försvaret Tullinge och skolan omloakliserades den 1 juli 1994 till Uppsala garnison, där den samlokaliserades med Flygvapnets Uppsalaskolor. I Uppsala fick skolan 1998 det nya namnet Flygvapnets stridsledning- och luftbevakningsskola (StrilS), det vill säga enda skillnaden låg i ny benämning. Flygvapnets stridsledning- och luftbevakningsskola (StrilS) var tillsammans med Flygvapnets befälsskola (FBS) de två skolor som från den 1 januari 2005 tillfördes Luftstridsskolan.

## Verksamhet
Skolan utbildar luftbevakningsoperatörer eller flygstridsledare till Flygvapnets stridslednings- och luftbevakningscentraler (StriC). I Tullinge hade skolan en komplett PS-860 radarstation för utbildning av personal till radarsystemet. I samband med att Flygvapnets kadett- och aspirantskola/marklinjen (KAS/M) avvecklades 1983, genom reformen Ny befälsordning, delades dess uppgifter upp på skolorna Stridslednings- och luftbevakningsskolan och Flygvapnets officershögskola (FOHS) vid Flygvapnets Halmstadsskolor. Från 1994 upphörde skolan att utbilda personal för STRIL 60. 

## Förläggningar och övningsplatser
När skolan bilades 1959 var den förlagd till kasernetablissementet i Hägernäs. År 1974 omlokaliserades skolan till Tullinge flygplats, där den förlades till en nyuppförd anläggning. Dess nya anläggning inrymde STRILS med sin simulatoranläggning, där personal som skulle bemanna luftförsvarscentraler och radargruppcentraler utbildades. När skolan underställdes Flygvapnets Uppsalaskolor blev den dock kvar i Tullinge, det på grund av att skolans simulator TAST för olika delar av STRIL 60-systemet ansågs vara för ålderstigen och ömtålig för att kunna flyttas. År 1994 omlokaliserades skolan till Uppsala, där den samlokaliserades med Flygvapnets Uppsalaskolor och förlades även där till en nyuppförd anläggning, "Strilcentrum". Anläggningen hade en bruttoyta på ca 5.000 m² och inrymde administrativa utrymmen även lektionssalar samt en omfattande teknikdel.

## Heraldik och traditioner
År 1994 tilldelades skola ett nytt heraldiskt vapen med blasoneringen "Blasonering: I blått fält en upprest grip av guld med röd beväring hållande i framklorna en ring omgivande en uppskjutande stiliserad radarantenn avgivande två blixtar, allt guld. Krona:Kunglig"

## Förbandschefer
Förbandschefen tituleras skolchef och har tjänstegraden överstelöjtnant.

- 1966–1975: ???
- 1975–1977: Bernt Östh
- 1977–1983: ???
- 1983–1985: Hans Bjernby
- 1985–1999: ???
- 1999–2003: Rafael Bengtsson
- 2003–2008: ???
- 2008–2011: Håkan Silén
- 2011–2012: Ulf Kullin
- 2012–idag: ???

## Namn, beteckning och förläggningsort
| Stridsledningsskolan                                | 1959-??-?? | – | 1966-??-?? |
| Flygvapnets stridslednings- och luftbevakningsskola | 1966-??-?? | – | ????-??-?? |
| Stridslednings- och luftbevakningsskolan            | ????-??-?? | – |            |

| STRIS  | 1959-??-?? | – | 1966-??-?? |
| STRILS | 1966-??-?? | – | 1997-12-31 |
| StrilS | 1998-01-01 | – |            |

| Stockholms garnison/Hägernäs (F)           | 1959-??-?? | – | 1974-06-30 |
| Stockholms garnison/Tullinge flygplats (F) | 1974-07-01 | – | 1994-06-30 |
| Uppsala garnison/Ärna flygplats (F)        | 1994-07-01 | – |            |